# جون بي. كولتر
جون بي. كولتر (بالإنجليزية: John B. Coulter)‏ هو عسكري أمريكي، ولد في 27 أبريل 1891 في سان أنطونيو في الولايات المتحدة، وتوفي في 6 مارس 1983 في واشنطن العاصمة في الولايات المتحدة.